# Nuoto sincronizzato ai Giochi della XXVII Olimpiade
Il Nuoto sincronizzato alle Olimpiadi estive 2000 si è tenuto al Sydney International Aquatic Centre dove 104 atleti hanno gareggiato per 2 medaglie d'oro nelle competizioni in coppia e a squadre.

## Medaglie
| Duo     | Russia Ol'ga Brusnikina Marija Kiselëva | Giappone Miya Tachibana Miho Takeda                                                                                   | Francia Virginie Dedieu Myriam Lignot |
| Squadra | Russia Elena Azarova Ol'ga Brusnikina Marija Kiselëva Olga Novokshchenova Irina Perchina Elena Soia Yulia Vasilieva Olga Vassuoukova Elena Antonova | Giappone Ayano Egami Raika Fujii Yoko Isoda Rei Jimbo Miya Tachibana Miho Takeda Yoko Yoneda Yuko Yoneda Juri Tatsumi | Canada Lyne Beaumont Claire Carver-Dias Erin Chan Cathrine Garceau Fanny Létourneau Kristin Normand Jacinthe Taillon Reidun Tatham Jessica Chase |

## Medagliere
| Posizione | Nazione  |   |   |   | Totale |
| 1         | Russia   | 2 | 0 | 0 | 2      |
| 2         | Giappone | 0 | 2 | 0 | 2      |
| 3         | Francia  | 0 | 0 | 1 | 1      |
| 3         | Canada   | 0 | 0 | 1 | 1      |